# Can You Celebrate?
 (juin 2024).
Si vous disposez d'ouvrages ou d'articles de référence ou si vous connaissez des sites web de qualité traitant du thème abordé ici, merci de compléter l'article en donnant les références utiles à sa vérifiabilité et en les liant à la section « Notes et références ».
En pratique : Quelles sources sont attendues ? Comment ajouter mes sources ?
Singles de Namie Amuro
A Walk in the Park
(1996) How to Be a Girl
(1997)
Can You Celebrate? (stylisé en majuscules CAN YOU CELEBRATE ?) est le neuvième single de l'artiste japonaise Namie Amuro. Servant de deuxième single de son troisième album studio Concentration 20, il est sorti le 19 février 1997, chez Avex Trax. Ses paroles et sa composition ont été gérées uniquement par Tetsuya Komuro . Musicalement, Can You Celebrate? est une ballade puissante qui incorpore du gospel et de la musique classique. Lyriquement, la chanson exprime le désir d'un amour profond et durable, demandant si l'auditeur peut célébrer et embrasser la chanteuse.
La chanson a reçu un accueil chaleureux de la part des critiques musicaux, louant sa production et la performance vocale de Namie, certains la considérant comme un point culminant de sa discographie. Commercialement, le single connaît un énorme succès au Japon, devenant le plus gros succès de Namie à ce jour. Can You Celebrate? est le single le plus vendu d'une artiste solo japonaise, avec des ventes de plus de 2,29 millions d'exemplaires. De plus, il est classé 14e single le plus vendu de tous les temps dans l'histoire de l' Oricon Singles Chart.
La chanson a également servi de thème d'ouverture pour le drama Virgin Road en 1997, dans lequel jouaient Emi Wakui, Tetsuya Takeda et Takashi Sorimachi. Namie elle-même est apparue dans la séquence d'ouverture du drama, aux côtés de Tetsuya Komuro au piano. La réédition de Can You Celebrate? en maxi single en décembre 1997 était un cadeau de Noël de Tetsuya pour commémorer le mariage de Namie avec Masaharu Maruyama de TRF. Avec des remix de Can You Celebrate? ainsi qu'un remix de Dreaming I Was Dreaming, le single réédité a également atteint la première place des charts l'année suivante.

## Contexte et enregistrement

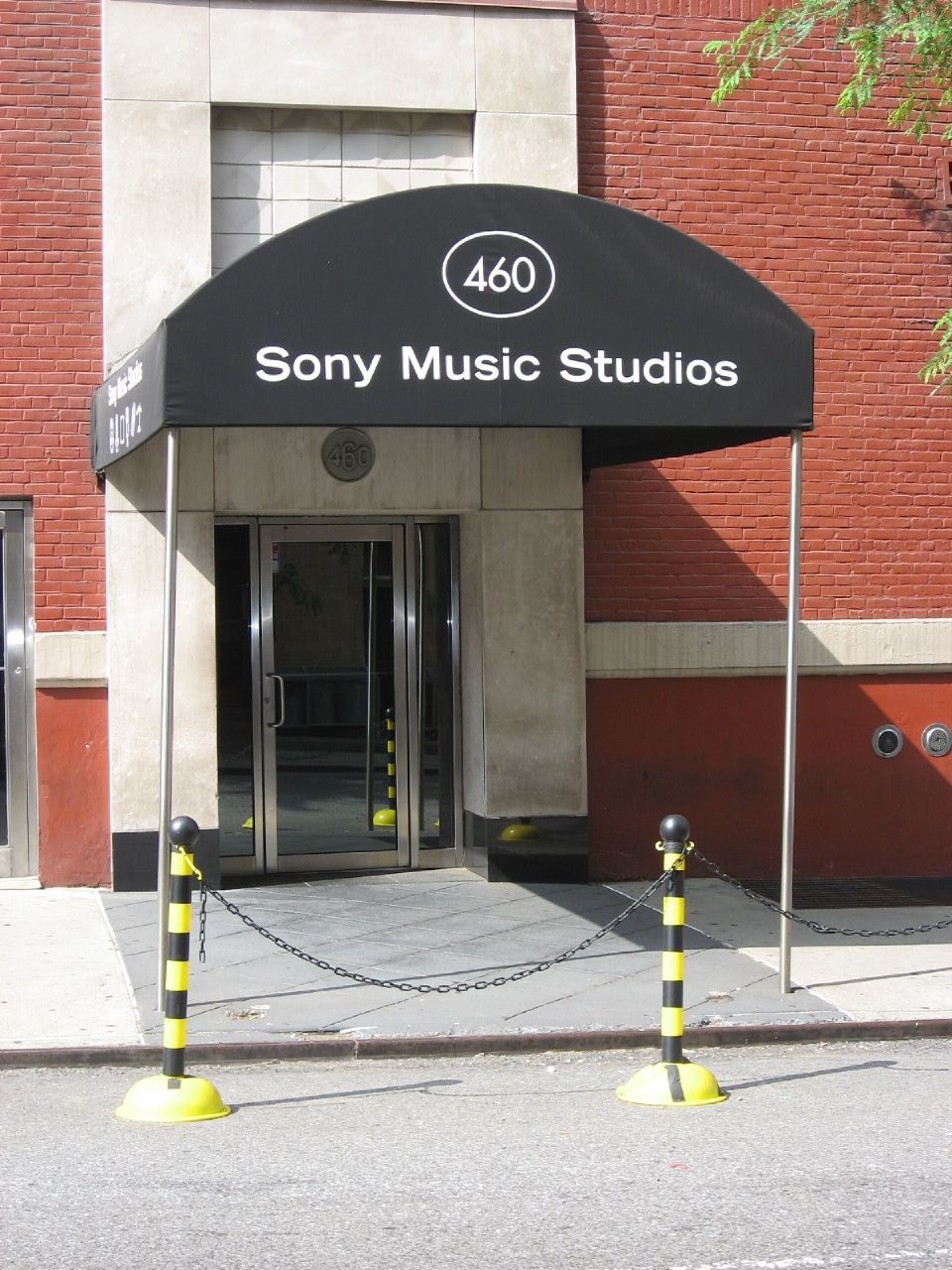
Can You Celebrate? a été enregistré Studios Sony Music à New York.

À l'été 1996, Namie Amuro a sorti son deuxième album Sweet 19 Blues, qui était sa première sortie depuis la rupture de ses liens avec Super Monkey's. L'album a été un énorme succès commercial, atteignant le numéro un sur l'Oricon Albums Chart, recevant une certification triple million de la RIAJ, engendrant trois succès numéro un et fut même pendant un bref instant l'album japonais le plus vendu de tous les temps. À la fin de l'année, Sweet 19 Blues a été nommé deuxième album le plus vendu au Japon en 1996, juste derrière le premier album éponyme de Globe. Après ce succès monumental, l'enregistrement pour son suivi a commencé immédiatement.
Lorsque Miwako Kurihara, la productrice exécutive de Virgin Road, a demandé à Komuro de produire la chanson Can You Celebrate?, elle lui a demandé « d'écrire la dernière et la plus grande chanson de mariage du 20e siècle dans le style Tetsuya ». Tetsuya a répondu : "Y a-t-il autre chose que vous aimeriez commander? Il est plus facile pour moi de faire ce que vous voulez si vous me dites ce que vous voulez, plutôt que de me laisser tout faire." Alors Miwako a demandé : "S'il vous plaît, faites une chanson qui peut être jouée à la fois dans des scènes heureuses et dans des scènes tristes et pleines de larmes."
Une fois la composition terminée à l'automne 1996 aux Sony Music Studios de Hell's Kitchen, à New York, Kurihara lui a demandé de refaire la composition. En réponse, Tetsuya a immédiatement joué du piano et expliqué la fin attendue de la chanson, et l'enregistrement a été immédiatement refait et la bande démo a été terminée en deux semaines. En raison de l'intention de Tetsuya selon laquelle « la qualité de cette chanson ne peut pas être comprise avec un son à moitié cuit », la composition entière a été enregistrée avec un orchestre complet, ce qui était inhabituel pour une bande démo.

## Composition
Musicalement, Can You Celebrate? est une ballade puissante qui s'inspire fortement du gospel et de la musique classique ; elle incorpore des cordes éthérées et un son de piano émotionnel dans la composition. Lyriquement, la chanson exprime le désir d'un amour profond et durable, demandant si l'auditeur peut célébrer et embrasser la chanteuse.
Namie a exprimé ses sentiments à propos de la chanson en commentant : "Je suis heureuse qu'une ballade dans laquelle je pensais ne pas être bonne ait été acceptée par tant de gens. C'est devenu une chanson de souvenirs." Les paroles « Faisons la fête ce soir" dans la chanson sont une erreur typographique ; en fait, les paroles réelles étaient « C'est la fête ce soir », selon Tetsuya lui-même. D'un autre côté, Tetsuya a choisi d'utiliser des expressions anglaises et japonaises qui sont grammaticalement incorrectes parce qu'elles sonnaient mieux à ses yeux.  

## Sortie et promotion
Avex Trax a sorti Can You Celebrate? au Japon le 19 février 1997, sous forme de mini CD. Il s'agit du deuxième single du troisième album studio de Namie, Concentration 20. Can You Celebrate? a été utilisé comme chanson thème du dorama populaire Virgin Road. La méthode promotionnelle consistant à faire apparaître Amuro et Komuro dans la séquence de titre du dorama a attiré beaucoup d'attention. Le 25 décembre 1997, le single a été réédité en maxi-single pour célébrer le mariage de Namie avec Masaharu Maruyama.
Le clip original de Can You Celebrate? a été réalisé par Wataru Takeishi. La version de 1997 du clip montre Namie chanter dans une maison vide, sous une averse de pluie et dans un champ de fleurs tout en portant un smoking marron et une longue robe noire. En 2014, une nouvelle version du clip de la chanson a été filmée pour sa version réenregistrée sur l'album de compilation de ballades Ballada. Cette version a été réalisée par Kensuke Kawamura, et présente Namie chantant dans une robe de bal blanche dans une pièce entièrement décorée de lumières.

## Réception
Can You Celebrate? a reçu un accueil positif de la part des critiques musicales. AllMusic a cité la chanson comme l'une des chansons les plus remarquables de la discographie de Namie. Le magazine CDJournal a réagi positivement à la chanson dans sa critique de Concentration 20, qualifiant l'instrumentation de "belle" et louant la performance vocale de Namie tout au long de l'album.

## Performances commerciales
Au Japon, Can You Celebrate? a été un énorme succès dans l'Oricon Singles Chart. Il a débuté à la première place du classement avec 828 480 exemplaires vendus lors de sa première semaine de disponibilité, devenant ainsi les meilleures ventes de la première semaine de Namie pour un single CD. Le single est resté numéro un pendant une deuxième semaine, se vendant à 460 860 exemplaires. Il a glissé à la deuxième place au cours de sa troisième semaine dans le classement, avec 311 440 exemplaires vendus. Au cours de sa quatrième semaine, il est resté numéro deux, avec 158 900 exemplaires vendus. Au cours de sa cinquième semaine, le single a continué à résider à la deuxième place, se déplaçant à 116 340 exemplaires. Au cours de sa sixième semaine de disponibilité, Can You Celebrate? est tombé à la quatrième place du classement hebdomadaire des singles avec 80 110 exemplaires vendus. Après le 7 avril 1997, le single est resté dans le top 10 pendant deux semaines supplémentaires. Can You Celebrate? a été le single le plus vendu au Japon en 1997, en tête du classement des singles Oricon de fin d'année avec 2 223 090 exemplaires vendus au cours de l'exercice. Le single a été classé dans le top 100 pendant quarante semaines et s'est vendu à un total de 2 296 200 exemplaires au cours de son parcours dans les classements, ce qui en fait le single le plus vendu par une soliste japonaise féminine et le quatorzième single le plus vendu de tous les temps au Japon. Can You Celebrate? a reçu une certification double million de la RIAJ, devenant le premier et le seul single de Namie à y parvenir. 
La réédition du maxi single a atteint la première place du classement hebdomadaire le 12 janvier 1998, avec 280 060 exemplaires vendus au cours de sa première semaine. Le single réédité s'est classé pendant huit semaines dans le Top 100 et s'est vendu à 454 020 exemplaires, devenant ainsi le 54ème single le plus vendu au Japon en 1998. La réédition du maxi single a été certifiée platine pour avoir vendu plus de 500 000 exemplaires.

## Spectacles en direct
En 1997, Namie a interprété Can You Celebrate? en tant que première tête d'affiche du FNS Music Festival 1997 et du Music Station Super Live 1997 ; la performance du Super Live était également la dernière apparition de Namie sur Music Station avant son congé de maternité. Namie a chanté Can You Celebrate? au 48ème NHK Kohaku Uta Gassen , puis a pris une année sabbatique de sa carrière de chanteuse pour donner naissance et élever son enfant. Elle a fait un retour au 49ème NHK Kohaku Uta Gassen en 1998, et a chanté la chanson pour la deuxième année consécutive. Lors de sa performance de retour ce soir-là, elle a été tellement émue par les applaudissements chaleureux et les acclamations du public qu'elle a versé des larmes pendant la scène. Lorsque Namie est apparue à Kohaku en 1998, l'audience de chaque chanteuse était de 64,9 %, l'audience la plus élevée pour une chanteuse de l'histoire.

## Distinctions
Avec cette chanson, elle a remporté le Grand Prix aux 39ème Japan Record Award, son deuxième prix consécutif après sa victoire pour Don't Wanna Cry l'année précédente. Le jour de l'événement, Tetsuya Komuro est venu la féliciter avec un bouquet de fleurs et a également joué du piano et chanté le refrain de la chanson. Namie était tellement émue qu'elle a chanté la chanson les larmes aux yeux. D'autres récompenses incluent la chanson de l'année (Grand Prix de la musique japonaise) lors de la 12ème édition des Japan Gold Disc Awards. Il s'est classé premier dans le classement annuel de la répartition des redevances de droit d'auteur (œuvres nationales) par la Société japonaise pour les droits des auteurs, compositeurs et éditeurs (JASRAC) en 1997, et a remporté le Gold Award aux JASRAC Awards de 1998. Il a été classé 10ème dans le même classement pour l'année 2018. Can You Celebrate? est également classé 15ème dans le classement de la répartition des redevances de l'Ère Heisei.

## Ré-édition
Can You Celebrate?  est une nouvelle édition au format "maxi CD" du single Can You Celebrate? déjà sorti dix mois auparavant au format "mini CD" habituel. Cette deuxième édition sort le 25 décembre 1997 au Japon sur le label Avex Trax, à l'occasion du mariage de Namie Amuro avec Masaharu Maruyama aliasCan You Celebrate ? du groupe TRF, et marque le début d'une pause d'un an dans sa carrière.
Liste des titres
| 1. | Can You Celebrate? (Wedding Mix)           | 6:28 |
| 2. | Dreaming I was dreaming (Subconscious Mix) | 5:21 |
| 3. | Can You Celebrate? (Heavenly Mix)          | 4:46 |
| 4. | Can You Celebrate? (Instrumental)          | 6:28 |
| 5. | Dreaming I was dreaming (Instrumental)     | 5:20 |